# Parzonería general de Encía
Parzonería general de Encía (en euskera Entziako Partzuergoa), también denominada Parzonería de Encía, es una comunidad administrativa en el territorio de Álava, País Vasco (España), que hace referencia a un condominio intermunicipal o agrupación de pueblos (parzoneros) que participan desde hace siglos en la propiedad y el aprovechamiento común de un territorio. El término tiene una doble acepción, institucional y geográfico-territorial, pues también se denomina Parzonería de Encía al territorio físico de monte que compone el patrimonio de dicha asociación de pueblos.En ella se integra la Parzonería de Encía Arriba.

## Etimología
Parzonería es un término local propio del País Vasco, muy particularmente de los territorios guipuzcoano y alavés, que hace referencia a condominios intermunicipales, comunidades de montes de propiedad proindivisa de dos o más entidades locales, que participan en la propiedad y el disfrute de tierras compartidas. Se trata de comunidades muy parecidas a las de villa y tierra.La voz parzonería es un galicismo derivado del francés parçonier (partícipe); parzoneros son, en consecuencia, los pueblos que comparten las tierras; parzonerías son las asociaciones de partícipes y, por extensión, sus respectivos patrimonios territoriales.

## Ubicación
A unos 30 km al este de Vitoria, entre las tierras meridionales de Guipúzcoa y el cuadrante nororiental de Álava se extienden seis entidades dotadas de identidad propia a las que se alude con la denominación de parzonerías.Entre ellas está la Parzonería de Encía, titular del monte de utilidad pública 609 en la Sierra de Encía, con una superficie de 3.429,2 hectáreas. De esta extensión, casi tres cuartas partes es arbolado (principalmente hayedo) y el resto pasto. La Parzonería de Encía está formada por los municipios de Salvatierra, Aspárrena y San Millán, y los seis pueblos que componen, a su vez, la Parzonería de Encía-Arriba: San Vicente de Arana, Contrasta, Alda, Ullíbarri-Arana, Onraita y Róitegui. Previamente a la creación de la Parzonería, entre estos pueblos ya existía una relación fruto de la proximidad geográfica o por pertenecer a la jurisdicción de una misma villa o hermandad.

## Historia
En el territorio de la Parzonería de Encía se halla documentado arqueológicamente desde la Prehistoria el tránsito de grupos cazadores-recolectores nómadas que aprovechaban estacionalmente sus recursos naturales. Posteriormente, las comunidades pastoriles fueron ocupando las tierras desde el Eneolítico, pasando por las Edades del Bronce y del Hierro y hasta la actualidad.El comienzo del pastoreo en la Sierra de Encía, estuvo marcado por  las quemas y talas para la obtención de los rasos donde el ganado pudiera pastar. Los documentos más antiguos definen a las entidades conocidas como parzonerías como de origen inmemorial. En la Baja Edad Media se comienzan a establecer sus rasgos organizativos modernos de la mano de la regularización promovida por la Corona de Castilla. El nacimiento de estas comunidades se puede situar en un contexto de fortalecimiento de la vida municipal y en la necesidad de defensa de los rebaños y recursos forestales. En la normativa, los conceptos de jurisdicción y propiedad a veces aparecen asimilados, aunque se dejaba constancia de los derechos de uso y disfrute en común y la normativa para regirse por usos, costumbres y normas consuetudinarias.

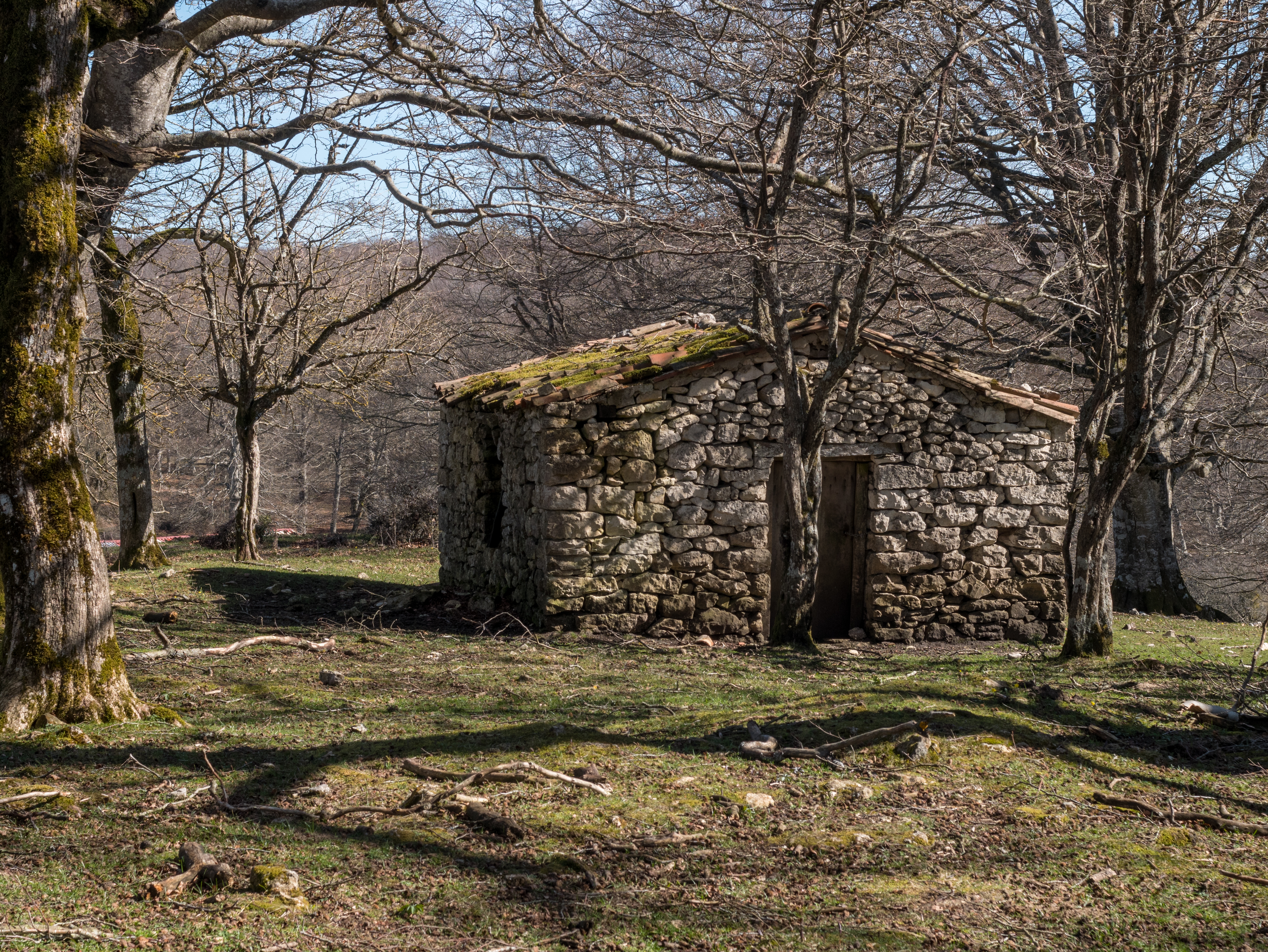
Borda de pastor en Encía

En el origen de la Parzonería, todo el monte se utilizaba de manera comunal, de modo que cualquier entidad parzonera podía servirse de sus recursos (arbolado, pastos, agua, etc.). Sin embargo, como consecuencia de las desamortizaciones del siglo XIX, en 1860 se dividió el arbolado adjudicándolo a las distintas entidades que componían la Parzonería: 2/8 para Salvatierra, 3/8 para la Hermandad de San Millán y Aspárrena (que al constituirse posteriormente en municipios, se lo dividieron al 50%) y 3/8 para los otros seis pueblos. Esto supone que cada entidad gestiona su arbolado de manera independiente, asumiendo los gastos y beneficiándose de los ingresos que se derivan de la explotación. El resto de aprovechamientos (pasto, aguas, caza, roturos, caminos, chabolas, etc.) serían mancomunados. Todos estos bienes comunes constituyen una importante fuente de ingresos para los erarios municipales.La parzonería no es una forma de repartir el monte, sino una entidad organizativa para usarlo: La gestión de pastos y arbolado públicos corresponde directamente a los municipios propietarios que organizan su gestión.

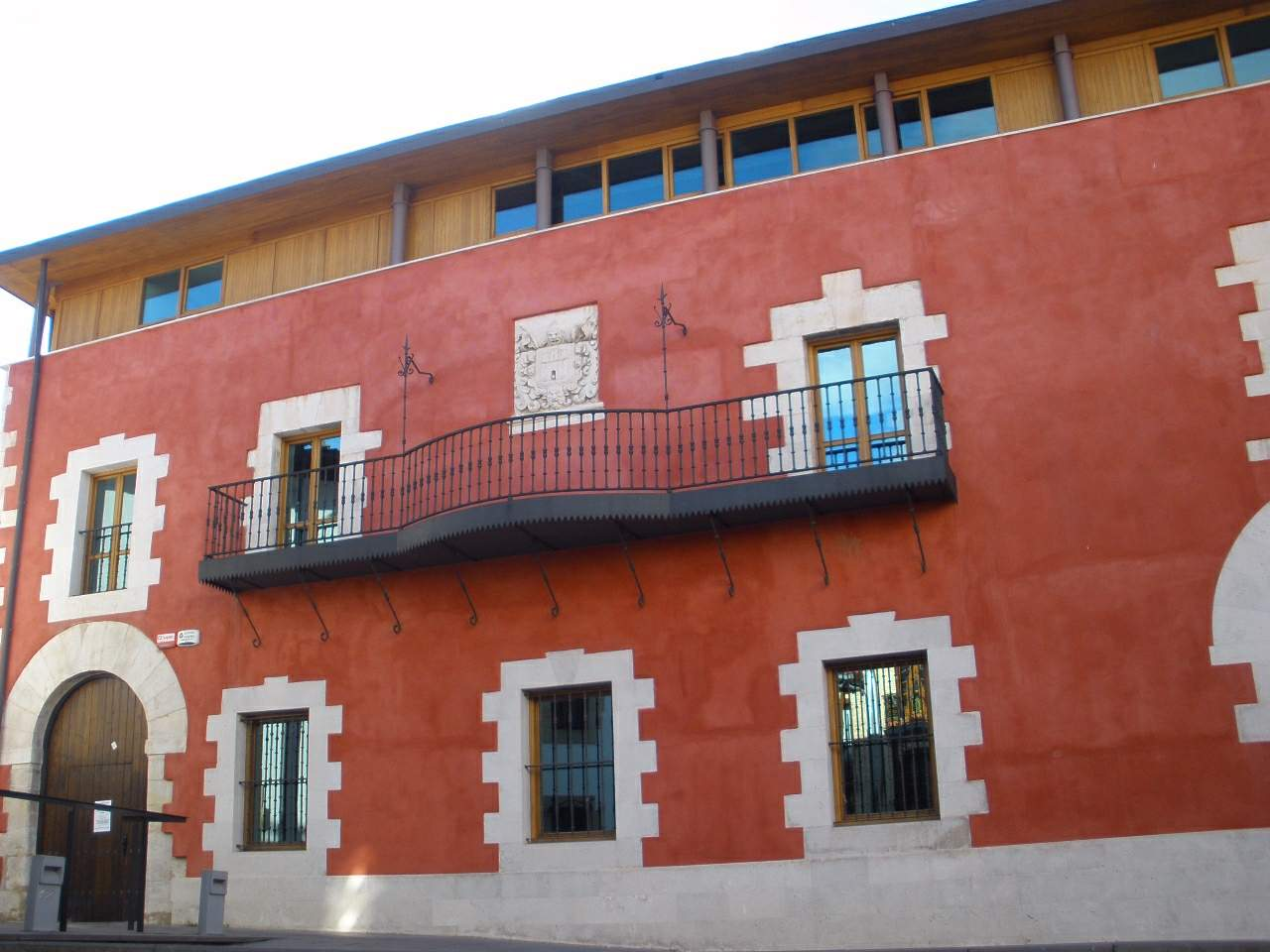
Ayuntamiento de Salvatierra-Agurain

## Administración
La pervivencia y extensión de los terrenos comunales es uno de los aspectos más sobresalientes del mundo rural a lo largo de los siglos en la provincia de Álava. La Parzonería es una comunidad cuya razón de ser se sustenta en el dominio y disfrute en común de los montes. Los usos de esta unidad territorial se regulan por una compleja red de acuerdos y normas.
El gobierno de la Parzonería de Encía está formado en primer lugar por la presidencia que, por tradición ostenta la alcaldía de Salvatierra, en cuyas instalaciones se ubican asimismo la sede y la secretaría de la Parzonería. La junta de gobierno está compuesta por ocho personas representantes de la asamblea general (en proporción a su cuota de participación): dos de Salvatierra, una de Aspárrena, una de San Millán y cuatro de los seis pueblos restantes. Manteniendo la misma proporción, la asamblea se compone de dieciséis miembros correspondientes a los ayuntamientos y a los pueblos que forman parte de la Parzonería.
La Parzonería gestiona todas las actuaciones y aprovechamientos del monte y del arbolado pero está sujeta a las ordenanzas establecidas por la Norma Foral de Montes y a la autorización de la Diputación Foral de Álava.

## Ganadería

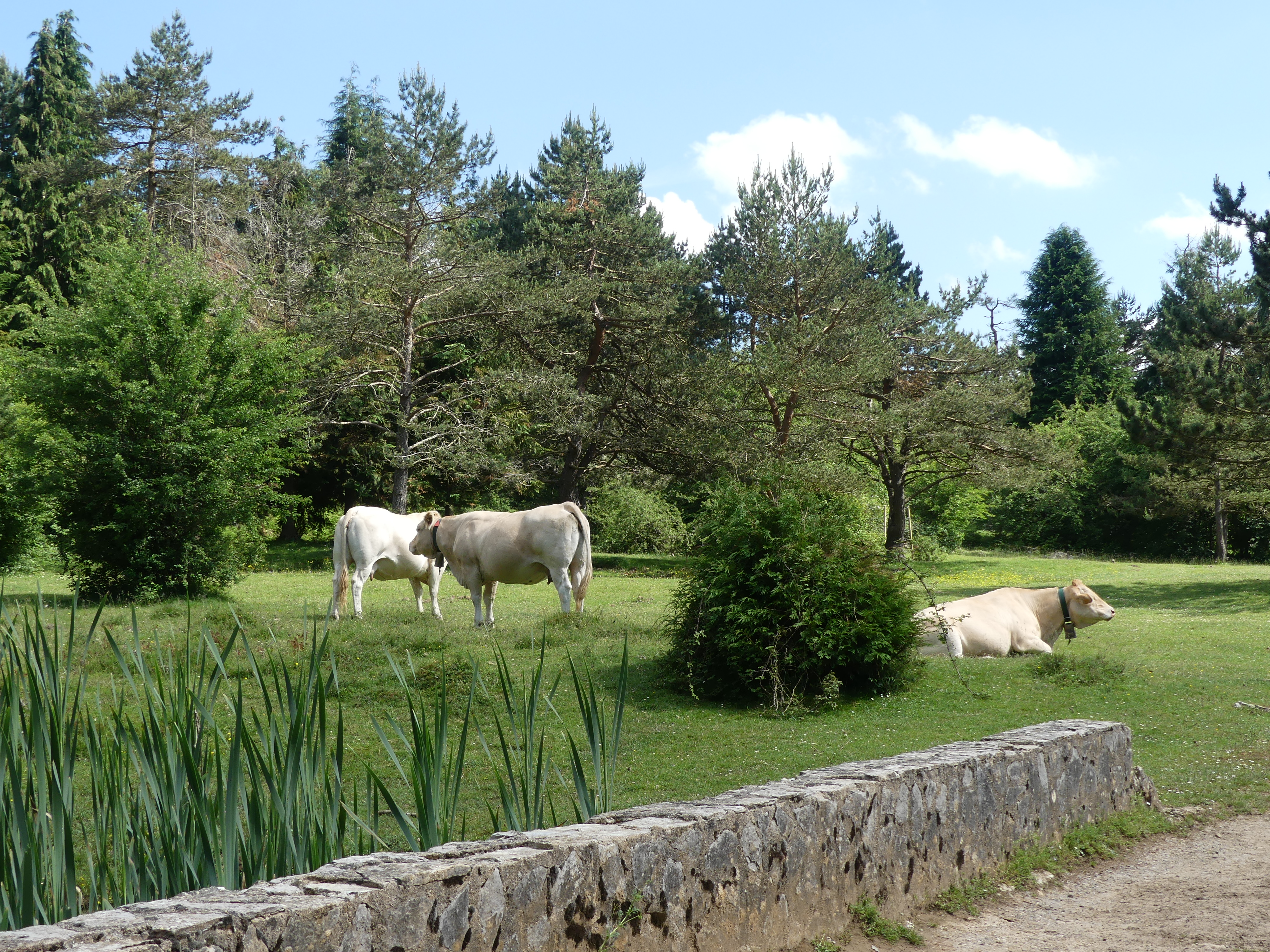
Ganado en los prados de Opacua, Parzonería de Encía

En la Parzonería de Encía se concentra lo más relevante de la actividad ganadera de las parzonerías alavesas: ovejas lachas, vacas y  ganado caballar pastan habitualmente en sus campas. La larga tradición pastoril en la zona ha modelado su paisaje, creando grandes zonas de pastizal en la meseta que contrastan con la presencia de amplios hayedos. Hasta tiempos relativamente recientes, quienes se dedicaban al pastoreo permanecían en la sierra durante el verano, acompañando a sus rebaños, lo que dio origen a las majadas, en las que había una txabola para refugio humano y un aprisco para recoger al ganado. Hoy en día, este modo de vida ha caído en desuso.

## Naturaleza

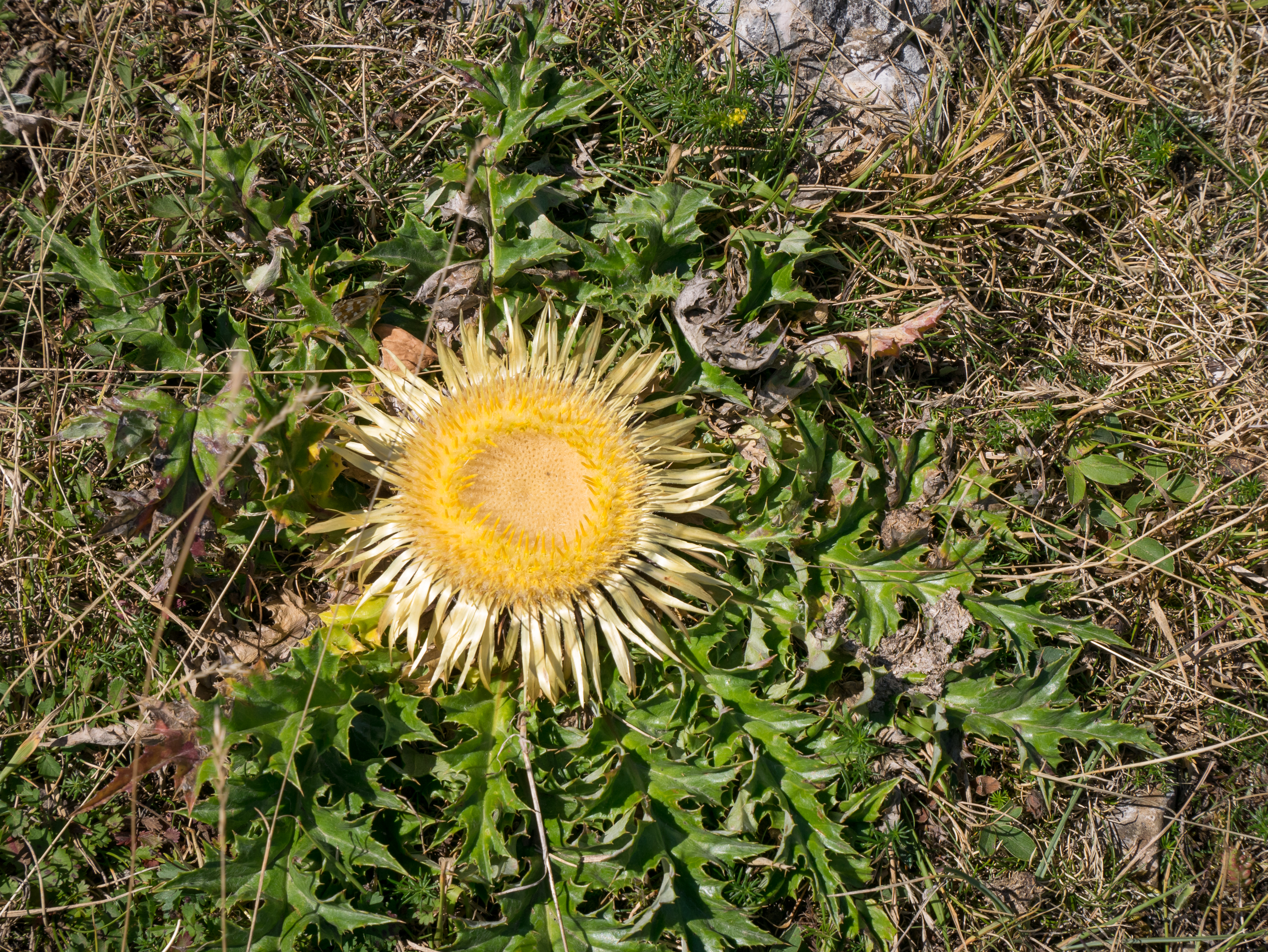
Eguzkilore en Entzia

Las más de tres mil hectáreas de la Parzonería general de Encía tienen un gran valor medioambiental. Su conservación ha sido posible gracias a los municipios y pueblos parzoneros que han sabido explotar el monte con racionalidad, garantizando la conservación de los ecosistemas. La Sierra de Encía fue designada Lugar de Importancia Comunitaria (LIC) por Decisión 2004/813/CE de la Comisión, de 7 de diciembre de 2004. La totalidad de la Parzonería de Etzia se encuentra incluida en la Zona Especial de Conservación (ZEC) Encía (ES2110022) que tiene una extensión de 10.006 hectáreas y está situada en el este de Álava, en la continuación occidental de la navarra Sierra de Urbasa. Se encuentra por tanto sujeta a las correspondientes normas de protección medioambiental.

## Patrimonio material

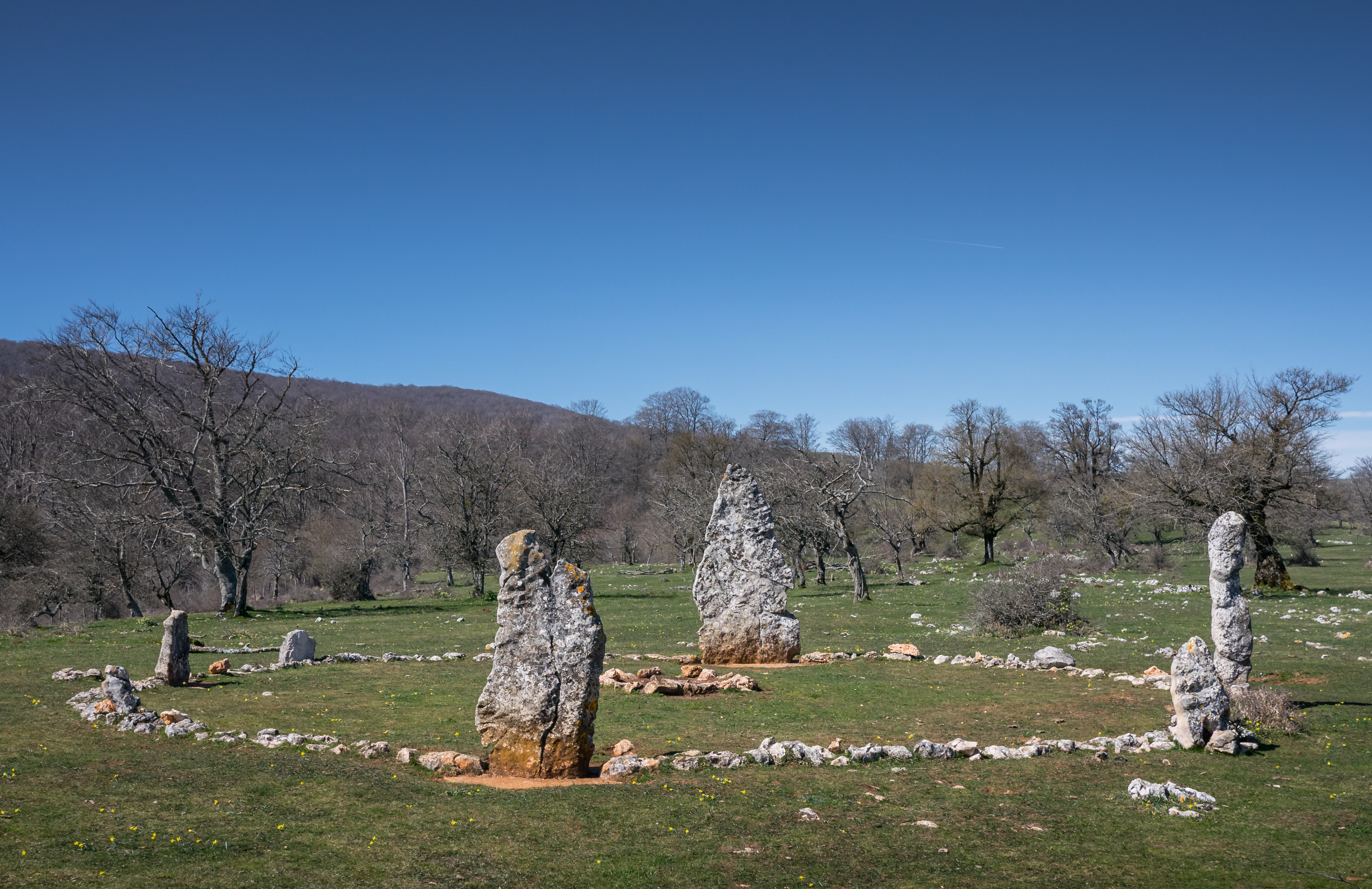
Cromlech de Mendiluze en Legaire

Parque Megalítico de Legaire: La Parzonería de Encía alberga un importante conjunto megalítico prehistórico en las Campas de Legaire. Desde la identificación en 1919 de un primer megalito, se han ido conociendo dólmenes, túmulos, cromlech, menhires y otras evidencias arqueológicas (levantados a partir del Neolítico medio, hace unos 5.500 años). Por su relevancia, la Diputación Foral de Álava consideró su puesta en valor a través de la figura de Parque Megalítico de Legaire. En el Parque Megalítico de Legaire se han realizado sucesivas intervenciones arqueológicas, levantamientos fotogramétricos y trabajos de conservación, restauración y señalización.
Cantera de Baio: explotada desde el Neolítico, en ella se hayan grandes bloques de caliza en superficie. Es probable que la mayoría de los menhires y dólmenes de Legaire se construyeran con piedras procedentes de este lugar. Se trata de calizas dolomitizadas del Paleoceno, formadas hace 60 millones de años.